# Vojtěch Voleník
Vojtěch Voleník (3. listopadu 1897 – 16. listopadu 1967) byl český vysokoškolský pedagog a první rektor Vysoké školy strojní a elektrotechnické v Plzni.
Absolvoval Přírodovědeckou fakultu Univerzity Karlovy a České vysoké učení technické v Praze. V letech 1922-1949 pracoval ve Škodových závodech v Plzni v metalografické laboratoři, později jako ředitel Pokusného ústavu Škoda Plzeň. Současně byl docentem na Vysoké škole báňské v Příbrami. V roce 1952 byl jmenován profesorem na Vysoké škole strojní a elektrotechnické v Plzni, kde byl následně v letech 1953-56 rektorem. V roce 1986 mu byl udělen in memoriam Řád práce.